# Nannotrigona tristella
Nannotrigona tristella là một loài Hymenoptera trong họ Apidae. Loài này được Cockerell mô tả khoa học năm 1922.